# Palanques
Palanques è un comune spagnolo di 24 abitanti situato nella comunità autonoma Valenciana.